# Summer Cup
Il Summer Cup è un torneo professionistico di tennis giocato su campi in terra rossa. Fa parte dell'ITF Men's Circuit e dell'ITF Women's Circuit. Si gioca annualmente a Mosca in Russia.

## Albo d'oro

### Singolare maschile
| Anno     | Campionessa          | Finalista        | Punteggio     |
| -------- | -------------------- | ---------------- | ------------- |
| 2013     | Anton Zaitsev        | Mikhail Biryukov | 4–6, 6–4, 6–2 |
| 2013 (2) | Alexander Rumyantsev | Vadim Alekseenko | 6–1, 7–5      |

### Doppio maschile
| Anno     | Campionesse                           | Finaliste                         | Punteggio        |
| -------- | ------------------------------------- | --------------------------------- | ---------------- |
| 2013     | Alexander Krasnorutskiy Anton Manegin | Andrey Saveliev Mikhail Vaks      | 6–2, 1–6, [10–5] |
| 2013 (2) | Siarhei Betau Alexander Bury          | Evgenij Karlovskij Igor Smilansky | 6–1, 7–6(7–2)    |

### Singolare femminile
| Anno     | Campionessa           | Finalista        | Punteggio          |
| -------- | --------------------- | ---------------- | ------------------ |
| 2011     | Julija Putinceva      | Veronika Kapšaj  | 6-2, 6-1           |
| 2012     | Margarita Gasparjan   | Dar'ja Gavrilova | 4–6, 6–4, 7–6(7–2) |
| 2013     | Anastasіja Vasyl'jeva | Daria Mironova   | 6–2, 6–3           |
| 2013 (2) | Anastasіja Vasyl'jeva | Evgenija Rodina  | 6–2, 6–1           |

### Doppio femminile
| Anno     | Campionesse                           | Finaliste                                | Punteggio   |
| -------- | ------------------------------------- | ---------------------------------------- | ----------- |
| 2011     | Nadejda Guskova Valerija Solov'ëva    | Justyna Jegiołka Veronika Kapšaj         | 6-3, 7–6(2) |
| 2012     | Valentina Ivachnenko Kateryna Kozlova | Darya Lebesheva Julija Valetova          | 6–1, 6–3    |
| 2013     | Alëna Fomina Anna Škudun              | Albina Khabibulina Anastasіja Vasyl'jeva | 6–2, 7–5    |
| 2013 (2) | Anna Škudun Al'ona Sotnikova          | Ol'ga Jančuk Anett Kontaveit             | 6–3, 6–4    |